# Concerto per violino e orchestra n. 1 (Paganini)
Il Concerto per violino e orchestra n. 1 in mi bemolle maggiore, Op. 6, fu composto da Niccolò Paganini in Italia, probabilmente tra il 1817 e il 1818. Il concerto rivela che la magia tecnica di Paganini era completamente sviluppata. Il pubblico contemporaneo rimase a bocca aperta per i passaggi estesi dei terzi a doppia corda, sia cromatici che armonici.

## Tonalità
Paganini voleva che il Concerto fosse ascoltato in Mi bemolle maggiore: le parti orchestrali erano scritte in Mi bemolle e la parte solista era scritta in Re maggiore con le istruzioni per il violino di accordare un semitono alto (una tecnica nota come scordatura) in modo che avrebbe suonato quindi in Mi bemolle. Ciò consente al solista di ottenere effetti sonori in Mi bemolle, cosa impossibile con la normale accordatura. Ne è un esempio l'apertura del terzo movimento, in cui il violino suona rapidamente La-Sol-Fa♯-Mi-Re in scala discendente, sia con l'archetto che pizzicato, che è possibile su una corda vuota in Re, ma estremamente difficile nella chiave di Mi bemolle (ovvero suonare Si♭-La♭-Sol-Fa-Mi♭) perché per suonare questa scala discendente sarebbero necessarie due corde, mentre per suonarla nella chiave di Re è necessaria solo una corda. Inoltre, avere l'orchestra che suona in Mi bemolle sembra far sembrare in modo relativamente muto il suono dell'orchestra rispetto al violino solista, perché la sezione orchestrale degli archi suona meno frequentemente su corde vuote, con il risultato che la parte di violino solista emerge più chiaramente e brillantemente dall'accompagnamento orchestrale.
Il pubblico dell'epoca non si rese conto che Paganini aveva riaccordato diversamente il suo strumento, e quindi era tanto più sorpreso da ciò che sembrava in grado di suonare. (I membri del pubblico più musicalmente abili avrebbero riconosciuto il suono distintivo della corda vuota di un violino e avrebbero osservato che questo rientrava nella nota chiave del lavoro (Mi bemolle) e si sarebbero quindi resi conto che Paganini aveva ricalibrato il suo violino.)

### Arrangiamento in Re maggiore
Una versione del pezzo fu successivamente pubblicata (da un compositore sconosciuto) con le parti orchestrali scritte in Re maggiore. Questo fu presumibilmente fatto in vista della prima edizione, per adattare una esecuzione senza necessità della scordatura. Forse a causa del disuso di questa tecnica, la versione in Re maggiore assunse popolarità, diventando più riconosciuta ed eseguita rispetto all'originale. Di conseguenza, l'esistenza dell'opera nella sua chiave originariamente intesa di Mi bemolle è piuttosto sconosciuta e la composizione originale è stata eclissata.

### Arrangiamento di Leslie Howard
Lo studioso e musicologo Leslie Howard (noto per il suo lavoro sul contemporaneo di Paganini Franz Liszt) ha preparato per la pubblicazione un'edizione del concerto in chiave corretta di Mi bemolle, con riferimento sia al manoscritto di Paganini che alla prima (non del tutto corretta) edizione. L'edizione di Howard è la prima ad essere pubblicata nella chiave corretta e con la parte solista. (Paganini era notoriamente riservato per le parti orchestrali e solistiche delle sue composizioni, spesso collezionandole personalmente immediatamente dopo un'esibizione, al fine di evitare la possibilità che altre persone copiassero i suoi "trucchi" o eseguissero le sue opere; così la parte solista del concerto non fu inclusa nella partitura originale pubblicata).
L'edizione di Leslie Howard è stata commissionata e pubblicata dall'Istituto Italiano per la Storia della Musica (Roma, 2007), come Volume VIII dell'Edizione Nazionale delle opere di Niccolò Paganini. Questa edizione accademica include facsimili della partitura, della parte solista e anche di tutte le parti extra che sono state aggiunte di volta in volta.

## Strumentazione
La partitura originale pubblicata da Paganini era per 1 flauto, 2 oboi, 2 clarinetti, 1 fagotto, 2 corni, 2 trombe, 1 trombone e archi.
Negli anni successivi alla pubblicazione originale dell'opera, Paganini occasionalmente ampliò la sua orchestrazione, scrivendo alcune parti particolari da aggiungere di volta in volta all'esecuzione: 2° flauto, 2° fagotto, raddoppiati i corni, aggiunti i tromboni 1 e 2 (spostando la parte del trombone esistente a terzo trombone), timpani e banda turca (grancassa, piatti crash e piatti sospesi). Non li ha mai aggiunti all'unica partitura manoscritta.

## Stile
Il concerto mostra la grande influenza dello stile del bel canto italiano, e in particolare del più giovane contemporaneo di Paganini, Gioachino Rossini.
La successiva aggiunta di strumenti da una banda militare conferisce a questa orchestrazione un suono "militare" distinto.

## Struttura
Il concerto è in tre movimenti:
1. Allegro maestoso – Tempo giusto (Re maggiore o Mi bemolle maggiore con scordatura)

1. Adagio (Si minore finendo in Si maggiore o Do minore finendo in Do maggiore con scordatura)

1. Rondo. Allegro spiritoso – Un poco più presto (Re maggiore o Mi bemolle maggiore con scordatura)

Émile Sauret (1852 – 1920), violinista e compositore francese, scrisse una famosa cadenza per il primo movimento.